# Balkanski ratovi
Balkanskim ratovima se označavaju dva rata vođena u razdoblju 1912. – 1913. godine. Balkanski ratovi su bili uvod u sukob širih razmjera, Prvi svjetski rat.

## Prvi balkanski rat (8. listopada 1912. – 30. svibnja 1913. godine)
Prvi balkanski rat je vođen između balkanskih saveznika (Bugarska, Srbija, Kraljevina Crna Gora i Grčka) i Turske. Osmansko carstvo, koje je već 1908. godine bilo uzdrmano Mladoturskom revolucijom, u 1912. je bilo još više oslabljeno i ratom protiv Italije. Tu slabost Turske koriste balkanske zemlje i otpočinju rat protiv Turske s ciljem osvajanja teritorija Balkana koje se nalaze pod turskom vlasti. Rat je otpočeo 8. listopada 1912. kada je Crna Gora objavila rat Turskoj.
U manje od dva mjeseca, Turska je izgubila skoro sve teritorije na cijelom području europskog kontinenta, pa je uspostavljeno primirje 4. prosinca 1912. godine sa svim protivnicima, osim Grčke. Nakon što je Turska odbila ispuniti zahtjeve o ustupanju svih područja zapadno od linije Tekirdag - Midija kao i sve otoke u Egejskom moru, uključujući i Kretu, te državnog puča u siječnju 1913. godine, rat je nastavljen, gdje je Turska izgubila i utvrde Jedrene, Janjina i Skadar, kao i prevlast na moru od grčke mornarice, pa je 30. svibnja 1913. godine, pod posredstvom Velikih sila (Austro-Ugarska, Njemačka, Francuska, Velika Britanija i Italija) uspostavljen mir Londonskim mirovnim ugovorom.
Nastala je nova država Albanija.

## Drugi balkanski rat (29. lipnja – 10. kolovoza 1913. godine)
Nezadovoljstvo podjelom osvojenih turskih područja, posebice Makedonije, dovelo je do Drugog balkanskog rata. Jedna bugarska postrojba je 29. lipnja 1913. godine po naređenju generala S. Kočeva napala srpske snage na rijeci Bregalnici, a 30. lipnja i grčke snage na području Soluna. Iako je bugarska vlada pokušala osporiti ratne operacije protiv Srbije i Grčke, Srbija i Grčka su 8. srpnja 1913. godine objavile rat Bugarskoj. Ubrzo su im se pridružile i Crna Gora i Rumunjska, kao i Turska sa željom da povrati neka područja koja je tijekom prvog balkanskog rata izgubila.
Zbog premoći saveznika, Bugarska je ubrzo bila poražena i prisiljena na mir u Bukureštu 10. kolovoza 1913. godine, po kojem je Bugarska morala predati područja osvojena u Prvom balkanskom ratu. Veliki dio teritorija dobila je i Rumunjska, a Makedonija je bila podijeljena između Grčke, Bugarske i Srbije. 
Balkanski ratovi su bili uvod u godinu kasnije Prvi svjetski rat. Naime, od ovih mirovnih ugovora Srbija je najviše izvukla korist i bila je najmoćnija država na Balkanu, što je dovelo do zategnutosti između Austro-Ugarske i Srbije.

## Posljedice
Zaraćene je strane umnogome oslabila slaba sanitetska logistika. Nešto bolja situacija bila je u Srbiji, dok je vrlo loša situacija bila na bugarsko-turskom bojištu, gdje su kolera i umiranje ranjenika od rana odnosili živote na obje strane. Loša sanitarna situacija imala je za posljedicu da su umirali i ranjenici čije rane nisu bile smrtonosne. 
Posljedice su se osjetile i u susjednim zemljama. U Hrvatskoj su kao nuspojave balkanskih ratova Slavoniju i Srijem zahvatile epidemija kolere i pjegavca.

## Vanjske poveznice
- "The Balkan crises, 1903-1914"  Arhivirana inačica izvorne stranice od 4. kolovoza 2004. (Wayback Machine)
- The Balkan Wars of 1912-13  Arhivirana inačica izvorne stranice od 24. studenoga 2005. (Wayback Machine)